# 정상회담 살인사건
《정상회담 살인사건》(이탈리아어: Le confessioni, 프랑스어: Les confessions)은 이탈리아와 프랑스에서 제작된 로베르토 안도 감독의 2016년 미스터리 스릴러 드라마 영화이다. 토니 세르빌로 등이 출연하였다.

## 출연진
- 토니 세르빌로
- 다니엘 오퇴유
- 피에르프란체스코 파비노
- 모리츠 블라이프트로이
- 코니 닐센
- 마리조제 크로즈
- 랑베르 우일손
- 리하르트 자멜
- 요한 헬덴베르흐
- 이가와 도고
- 스테판 프레스
- 줄리언 오븐든
- 앤디 데라투어
- 존 키오